# プラズマ切断

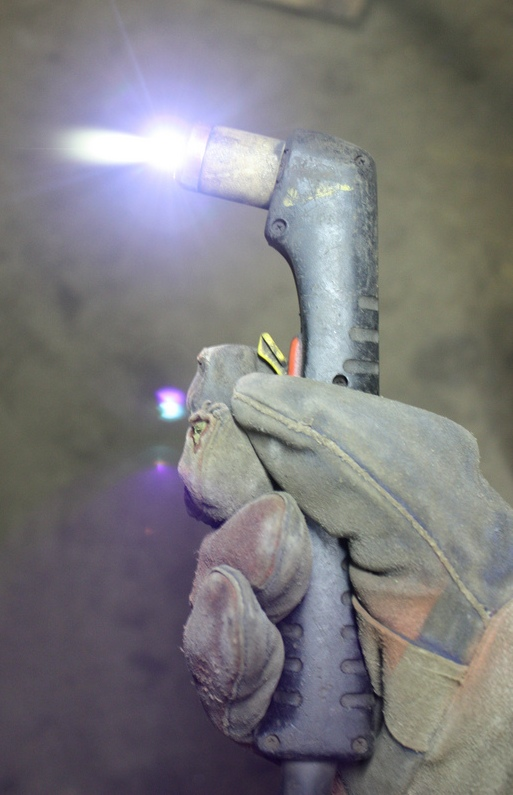
プラズマ切断機

プラズマ切断（プラズマせつだん、英語: plasma cutting）とは、プラズマ化した酸素・空気・アルゴン・水素を用いて発生させたプラズマアークを母材に直接吹き付けることにより、瞬時に母材を溶解させ切断する方法である。プラズマジェットと呼ばれることもある。
プラズマアークの温度は2万5千℃にも達し、150mmの厚肉切断も可能とする。その構造上、水中でも充分な威力で使用できる。主に、ガス溶断を適用することができないステンレス鋼・アルミニウム合金の溶断の他、軟鋼の高速切断にも用いられている。

## 構造
コップの底に穴を開けたものにふたをした形の電極である。この2つは絶縁されている。
電極に数万ボルトの電界をかけ気体を吹き込むと、その電界で気体がイオン化して穴から噴出する。